# Tumba de Khải Định
La Tumba de Khải Định (en vietnamita: 應陵, romanizado: Lăng Khải Định}), oficialmente Ứng Mausoleum, (en vietnamita: Ứng lăng) es una tumba construida para Khải Định, duodécimo emperador de la dinastía Nguyễn de Vietnam. Presenta una mezcla de arquitectura vietnamita con estilos occidentales. La tumba se terminó en 1931 tras 11 años de construcción. Se encuentra en la montaña Châu Chữ, cerca de la antigua capital de Huế. La tumba se convirtió en Patrimonio de la Humanidad de la UNESCO en 1993 como parte del Complejo de monumentos de Huế.

## Historia
En 1916, Khải Định se convirtió en el Emperador de Vietnam después de que su predecesor, Duy Tân, fuera exiliado por Francia. Khải Định colaboró estrechamente con el gobierno de Francia, y al final de su reinado se le consideraba nada más que «un asalariado del gobierno francés»Debido a esta estrecha colaboración, era muy impopular entre el pueblo de Vietnam. Al igual que otros emperadores vietnamitas, Khải Định deseaba prepararse una tumba antes de morir, pero fue el último miembro de la dinastía Nguyễn en tomar esta decisión. Antes de su muerte, Khải Định visitó Francia, donde probablemente se dejó influir por los estilos arquitectónicos de allí, como demuestran las influencias europeas de su mausoleo. En previsión, Khải Định supuestamente «subió los impuestos un treinta por ciento para financiar la construcción de la fastuosa tumba». Sin embargo, Swart y Till sostienen que, aunque los franceses, que controlaban las finanzas de la nación, «sí aumentaron los impuestos sustancialmente durante el reinado [del emperador]», habría sido improbable que lo hicieran únicamente con el propósito de la tumba. La construcción comenzó el 4 de septiembre de 1920, pero no estaría terminada en el momento de la muerte de Khải Dịnh, en 1925. El funeral de Khải Định, de tres días de duración, tuvo lugar a finales de enero de 1926, cuando un cortejo fúnebre viajó desde la Ciudad Imperial de Huế hasta la tumba inacabada. Tras 11 años de construcción, y seis años después de la muerte de Khải Đinh, la tumba se terminó bajo el mandato de Bảo Đại, hijo y sucesor de Khải Định, en 1931.
La Tumba de Khải Định se convirtió en Patrimonio de la Humanidad de la UNESCO en 1993, junto con otras estructuras de la dinastía Nguyễn en Huế. Está abierta al público para su visita.

## Arquitectura

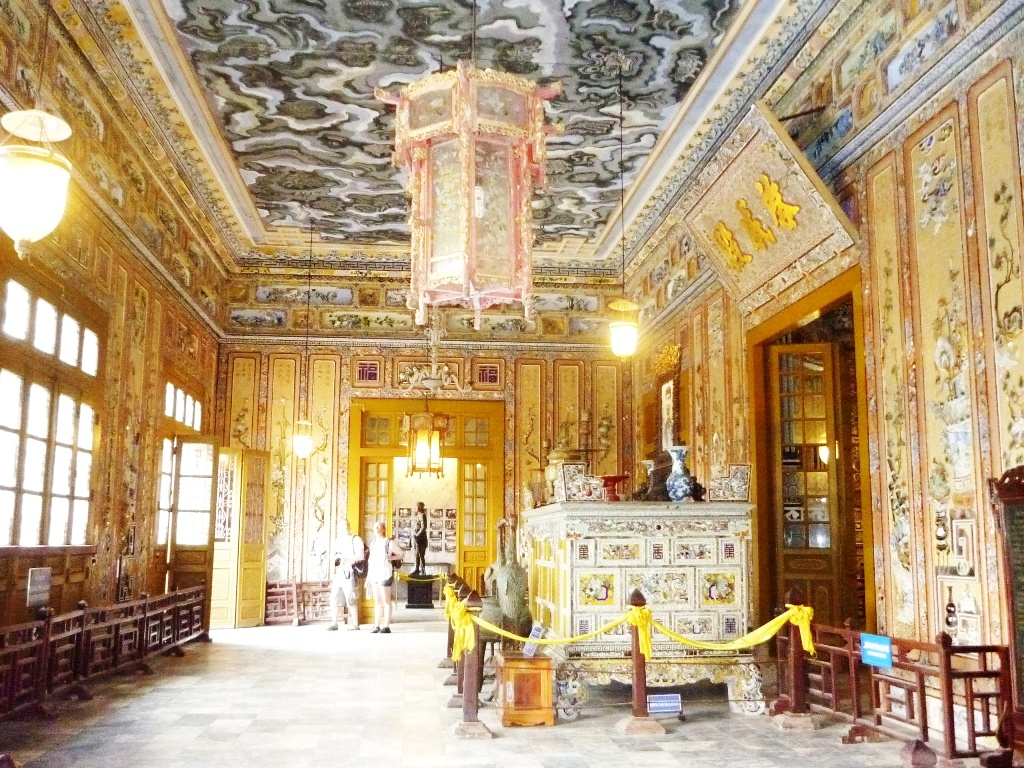
Interior de la tumba con arte en porcelana.
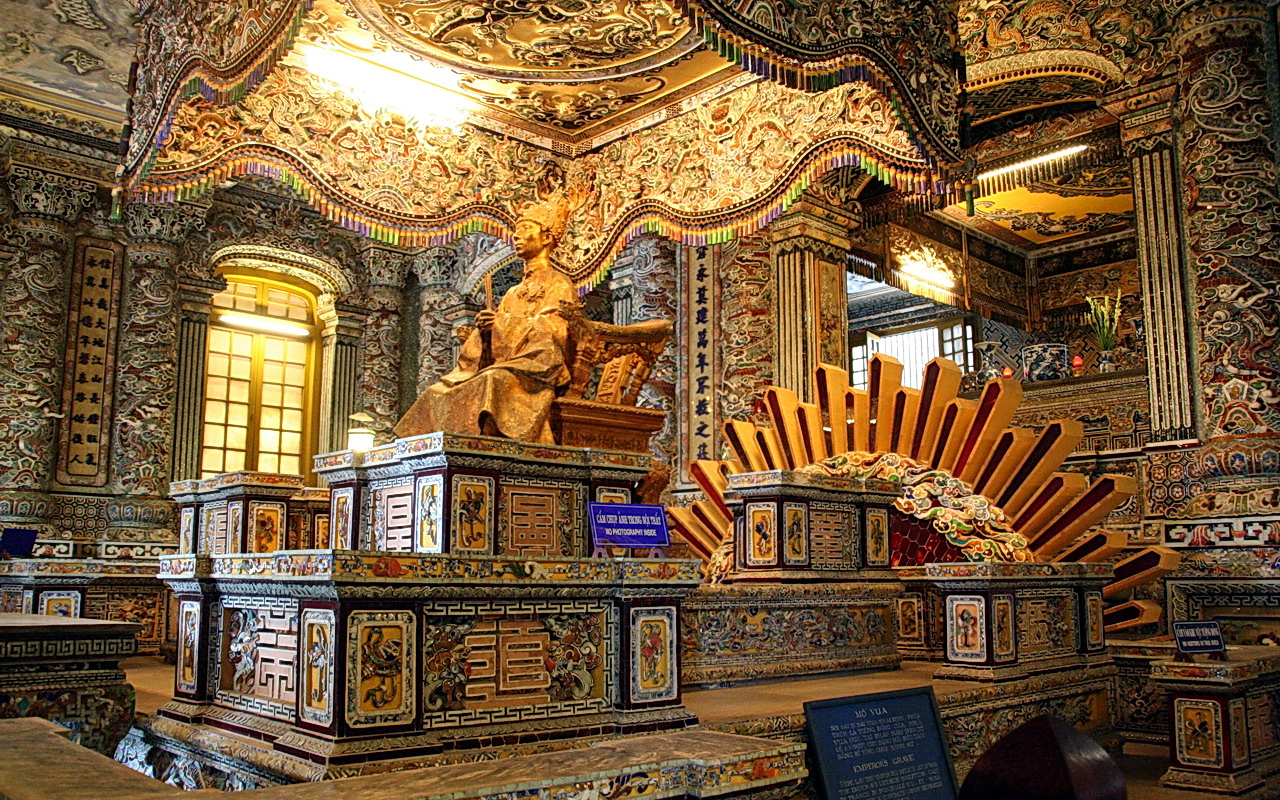
Interior de la tumba de Khải Định.
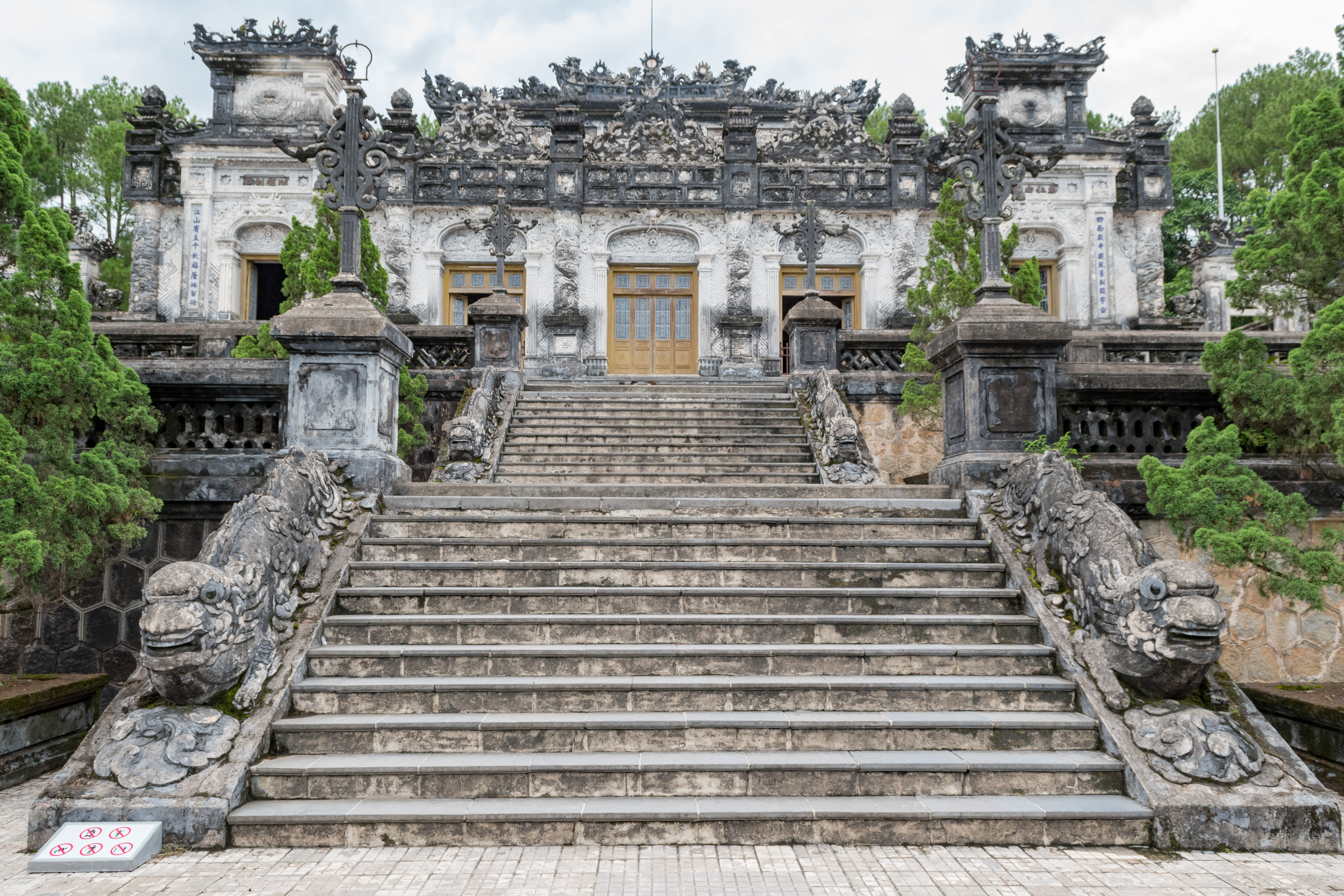
Tumba del emperador Khai Dinh, Hue.
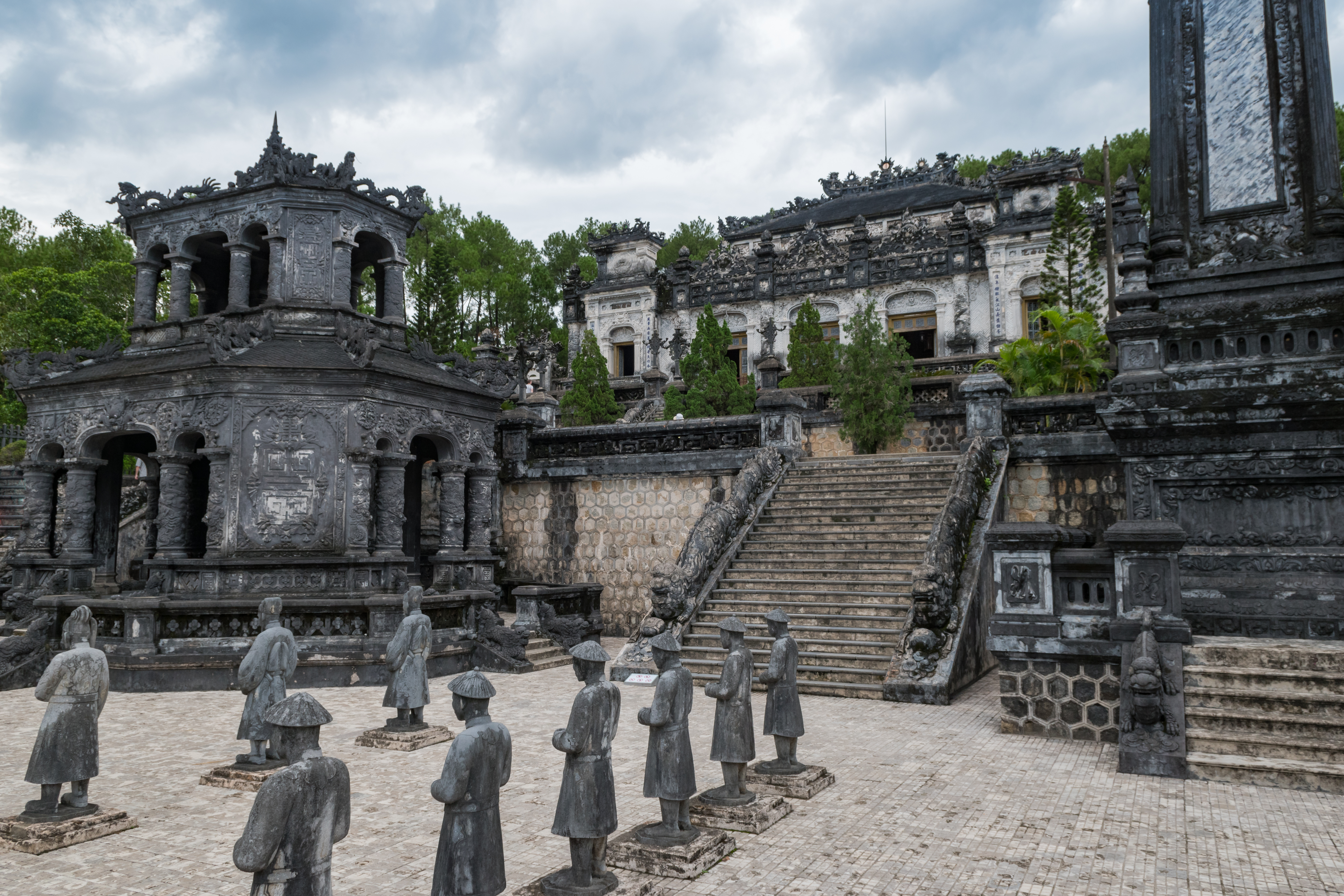
Mausoleo de Khai Dinh Hue.
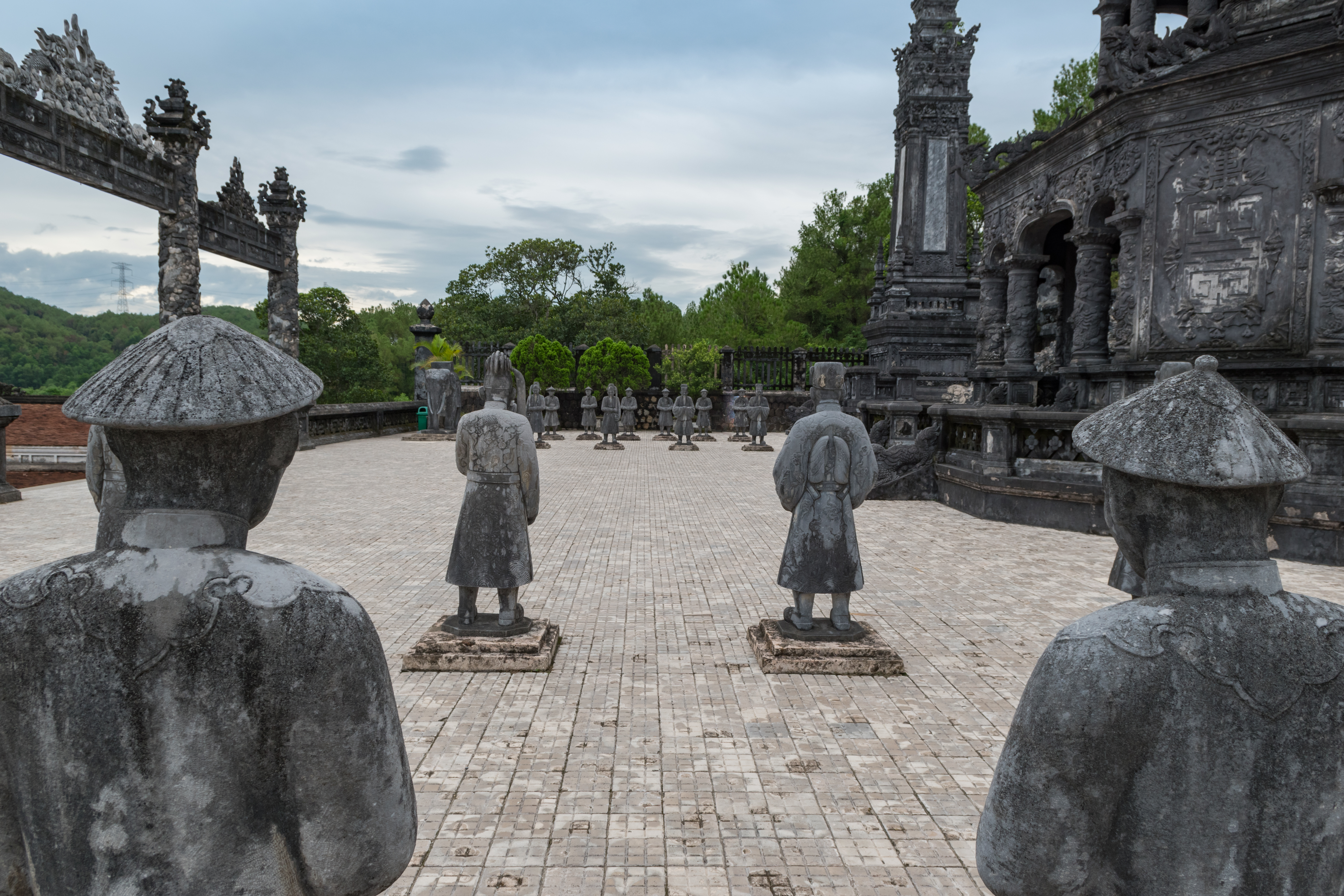
Soldados mandarines en la  tumba Khai Dinh Hue.
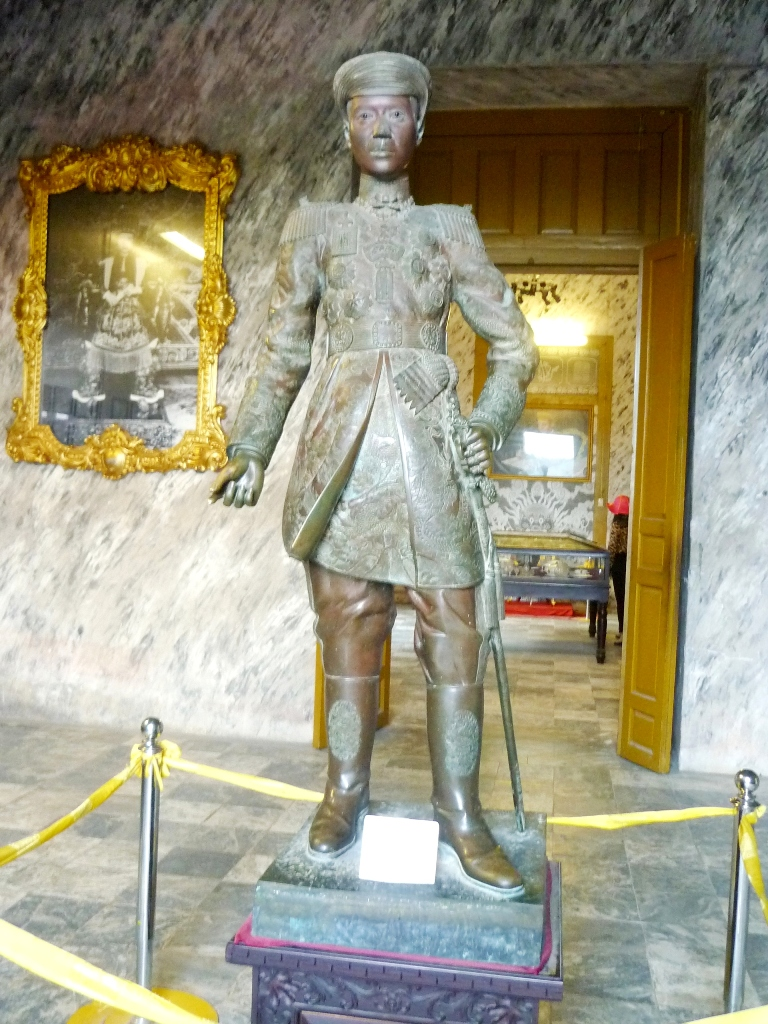
Estatua del emperador Khải Định en el mausoleo.

La tumba de Khải Định contrasta con otras tumbas de la dinastía Nguyễn, no sólo por su tamaño mucho menor, sino también por su diseño más elaborado, que fusiona estilos vietnamitas y europeos, incluidos elementos de Barroco, Gótico y neoclásica. La tumba es de estructura rectangular apoyada en la montaña Châu Chữ, en las afueras de Huế. Está hecha en gran parte de hormigón, acero, hierro y pizarra, y se pensó que el uso de estos materiales «modernos», en contraposición a la madera o el ladrillo, «aludía al poder y la permanencia». La entrada del complejo funerario presenta una gran escalinata, que termina en la primera terraza con una puerta conmemorativa de triple arco, que incluye imágenes de "dos dragones de cinco garras que se disputan una perla llameante. Cuando está cerrada, la entrada se utilizan las puertas de hierro forjado fabricadas en Francia.
Más allá del camino hay un patio de salutación (sân chào) con dos filas de figuras de piedra y animales que bordean el camino hacia la tumba. Las estatuas de piedra, una práctica originaria de China, debían proteger la tumba y guiar al espíritu del difunto hacia y desde la tumba. A diferencia de otras tumbas de la dinastía Nguyễn, que utilizaban toscas figuras de piedra en filas sencillas, esta tumba presenta oficiales, asistentes y animales más detallados, y su superficie más compacta hizo necesario el uso de filas dobles.  Al final del camino hay un pabellón octogonal de hormigón armado de dos niveles (nhà bia), único en comparación con otras tumbas de la dinastía Nguyễn que tenían pabellones cuadrados. El edificio, de estilo occidental, tiene entradas de columnas arqueadas, con paneles laterales decorados con el carácter chino de la longevidad, shòu (壽), y rodeados de murciélagos, que representan bendiciones. En la estela hay grabada una biografía de Khải Định escrita en chino clásico, probablemente escrita por altos funcionarios de la corte pero atribuida al hijo y sucesor de Khải Định, Bảo Đại. A cada lado del pabellón hay dos altas columnas (trụ biểu), "descritas habitualmente como obeliscos con una estupa en la parte superior.

### Palacio Thiên Định
En la terraza superior se encuentra el palacio Thiên Định, que es la estructura principal del complejo funerario y consta de cinco salas conectadas. El exterior blanco grisáceo «tiene cinco entradas arqueadas flanqueadas por pilastras y divididas por pilares prominentes», con el número cinco haciendo referencia a los cinco elementos. Es de estilo colonial francés, con diseños geométricos de esvásticas, dragones y símbolos de longevidad tallados en la piedra, junto con paneles que representan frases de cuatro caracteres extraídas de las Analectas' de Confucio.
El interior del palacio «es una explosión de color con suntuosos adornos por todas partes». El techo está decorado con nueve intrincados dragones, pintados originalmente por el pintor real Phan Văn Tánh, y sus paredes presentan intrincados adornos de cristal y porcelana. La sala de la izquierda «contiene una colección de recuerdos personales de Khai Dinh, como fotografías, regalos del gobierno francés, como vajillas de plata y porcelana, cinturones enjoyados, espadas y ornamentos, así como una estatua de bronce realista (de tamaño natural y 160 cm de altura) de un Khai Dinh de aspecto marcial en plenas galas portando una espada». En el centro del palacio se encuentra el sala del altar, llamado Palacio Khải Thành, con tres juegos de puertas que conducen a una cripta y a una sala de culto. La sala trasera del palacio alberga un templo que contiene la tumba de Khải Định, un altar dedicado a él y otra estatua de bronce de su imagen sentado con la vestimenta imperial tradicional, fundida en Marsella.